# Wyborów (województwo mazowieckie)
Wyborów – wieś sołecka w Polsce położona w województwie mazowieckim, w powiecie kozienickim, w gminie Grabów nad Pilicą.
| SIMC    | Nazwa         | Rodzaj    |
| ------- | ------------- | --------- |
| 0622061 | Duży Jeleniów | część wsi |
| 0622078 | Mały Jeleniów | część wsi |

1656 - zbiorowa mogiła uczestników wojny ze Szwedami - stoi na niej barokowa figura.
W latach 1975–1998 miejscowość należała administracyjnie do województwa radomskiego.
Wierni kościoła rzymskokatolickiego należą do parafii Świętej Trójcy w Grabowie nad Pilicą.